# Hilman Norhisam
Hilman Norhisam (* 5. Mai 2004 in Singapur), mit vollständigen Namen Muhammad Hilman bin Norhisam, ist ein singapurischer Fußballspieler.

## Karriere

### Verein
Hilman Norhisam erlernte das Fußballspielen in der Singapore Sports School. Seinen ersten Vertrag unterschrieb er im Juni 2021 bei Albirex Niigata (Singapur). Der Verein ist ein Ableger des japanischen Zweitligisten Albirex Niigata, der in der ersten singapurischen Liga, der Singapore Premier League, spielt. Sein Erstligadebüt gab Hilman Norhisam am 22. August 2021 (16. Spieltag) im Auswärtsspiel gegen die Young Lions. Hier wurde er in der 34. Minute für den verletzten Nicky Melvin Singh eingewechselt wurde. Albirex gewann das Spiel 1:0. Am Ende der Saison 2022 feierte er mit Albirex die singapurische Meisterschaft.

### Nationalmannschaft
Hilman Norhisam spielte 2022 einmal in der singapurischen U19-Nationalmannschaft. Hier kam er bei der AFF U-19 Youth Championship im Gruppenspiel gegen Timor-Leste zum Einsatz.

## Erfolge
Albirex Niigata (Singapur)
- Singapurischer Meister: 2022, 2023